# Casino La Unió
El Casino La Unió és una entitat cultural fundada el 1866 al municipi de Vidreres (Selva), amb seu en l'edifici del mateix nom, inclòs en l'Inventari del Patrimoni Arquitectònic de Catalunya.

## L'edifici
Es tracta d'un edifici rectangular d'una sola planta. Destaca i ressalta per sobre de tot, la façana principal de l'edifici, que desemboca al carrer Catalunya. Aquesta es caracteritza per estar molt accentuada i ornamentada, d'inspiració neoclàssica - absorbeix trets característics i propis del lèxic neoclàssic-, aparell encoixinat als extrems i a la part central i disposa de tres obertures, com són: el portal d'accés, d'arc carpanell rebaixat, amb diverses motllures superposades, imitant les arquivoltes i confluint en una sèrie de nervis i coronat en la part superior per un escut de grans proporcions, que recull les sigles o inicials "CU" - Casino la Unió-.
El portal, està flanquejat a banda i banda, per dues obertures rectangulars, - una a cada costat- de grans dimensions, mig partides i rematades per un ampli coronament sustentat per permòdols, sense cap tipus d'element sustentant en format de columnes i culminat per tres motius ornamentals, com són: una roda central de grans dimensions, flanquejada en els extrems per dues rodes més minúscules. L'escut que remata el portal d'accés, connecta i comunica amb la cornisa, coronada per un rar i peculiar conjunt ornamental de terracota, ja que recull múltiples elements significatius característics de la cultura i mitologia clàssica, com ara els raïms que remeten indubtablement a Bacus o Dionís; el Caduceu al·lat a Mercuri, i el Barril de vi que torna a remetre a la figura de Bacus... Tanmateix recull altres símbols o elements que remeten al suro, a l'agricultura i el comerç. D'aquí se'n poden extreure dues conclusions íntimament vinculades: per una banda, s'observa un gran predicament al deu de la festa, és a dir a Bacus o Dionís. Mentre que per l'altra, es fa una gran al·lusió i prèdica a la festa, perquè l'establiment pròpiament és un bar, o sigui un dels escenaris predilectes per iniciar la festa i la disbauxa, que culminarà amb la borratxera i el desfrèn.

## Història
L'edifici es va construir en el 1891 com a local social de l'entitat anomenada La Unió, constituïda el 1866 i que agrupava bàsicament els tapers. En aquella època d'esplendor de la indústria surotapera es van constituir altres societats com el casino “El Leal” o el “Círculo Proteccionista” que no disposaven de local propi, sinó que el llogaven. Darrere d'aquest edifici i separat per un pati s'aixeca una construcció que fa les funcions de sala de ball i de teatre. Aquesta sala va ser aixecada per la mateixa entitat el 1899 i reformada el 1997
El 2018 l'entitat ha rebut la Creu de Sant Jordi.